# Bellevalia galitensis
Bellevalia galitensis là một loài thực vật có hoa trong họ Măng tây. Loài này được Bocchieri & Mossa mô tả khoa học đầu tiên năm 1991.